# Disphragis mephitis
Disphragis mephitis är en fjärilsart som beskrevs av William Schaus 1894. Disphragis mephitis ingår i släktet Disphragis och familjen tandspinnare. Inga underarter finns listade i Catalogue of Life.